# Ferrières-lès-Scey
Ferrières-lès-Scey là một xã thuộc tỉnh Haute-Saône trong vùng Franche-Comté phía đông nước Pháp.